# Île volcanique

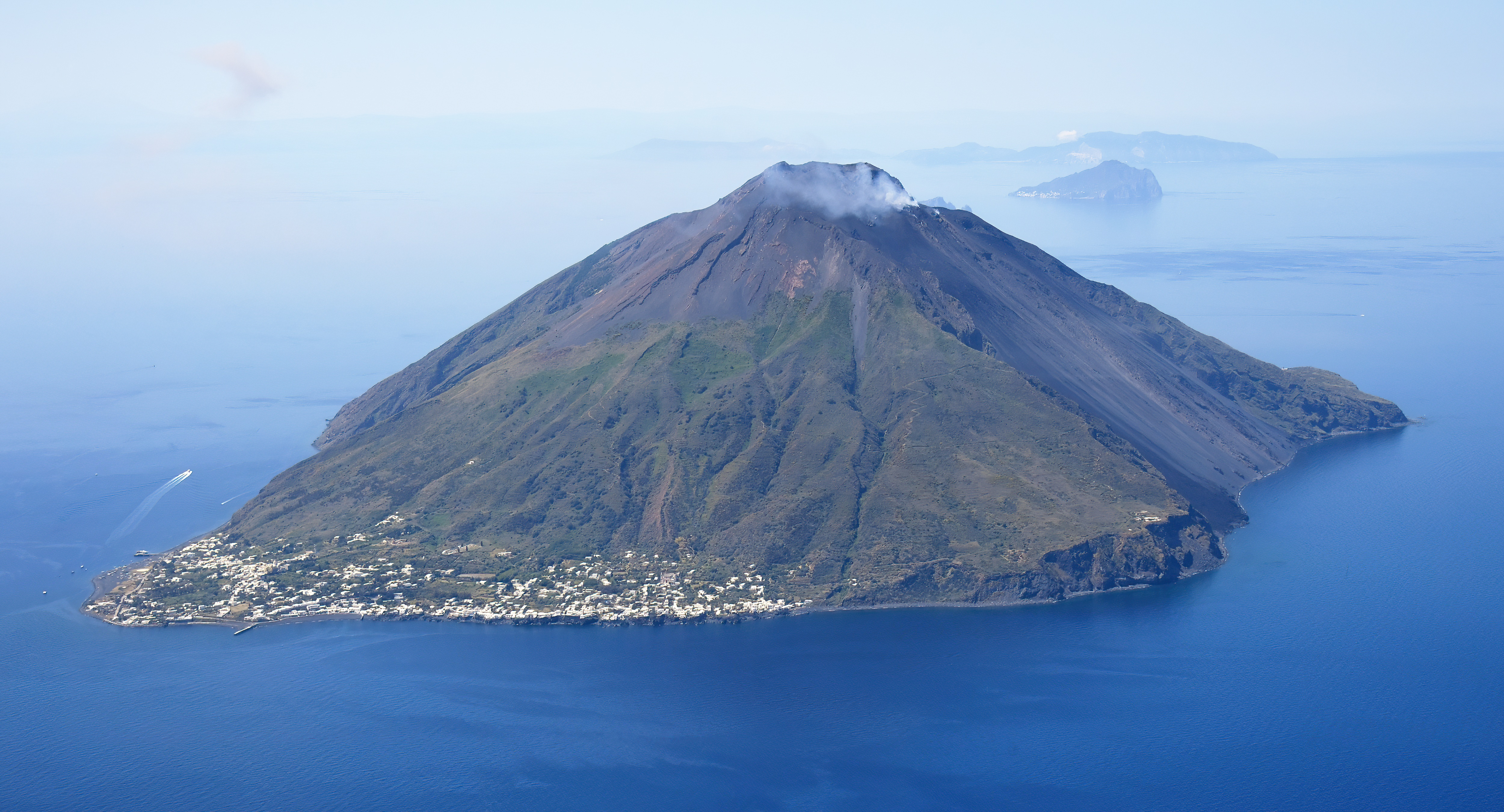
Le Stromboli est une île volcanique italienne.

Une île volcanique résulte des éruptions successives d'un volcan initialement sous-marin, dont le sommet émerge au-dessus du niveau de la mer et forme une île. Quand le cycle éruptif se termine et que le volcan n'est pas très volumineux, l'île peut disparaître ensuite sous l'effet de son affaissement (dû au refroidissement de la lithosphère) et de l'érosion marine, au bout d'un temps variable (de quelques mois à plusieurs millénaires) selon sa taille.

## Exemples récents
L'une des dernières îles formées, qui continue de grossir de fin 2013 à 2014 autour de trois cratères qui expulsent régulièrement de la lave, est située au sud-sud-est de Honshū dans l'archipel Ogasawara au sud-sud-est de l'île inhabitée de Nishino. Huit mois après son émergence, la colonne de particules émises par ce volcan s'élève jusqu'à 2 000 mètres d'altitude et l'île mesurait « 1 550 mètres d'est en ouest et 1 350 mètres du nord au sud ».
En septembre 2013, une île de ce type a émergé au Pakistan en mer d'Arabie.

## Différents types

### Îles des arcs volcaniques (zones de subduction)

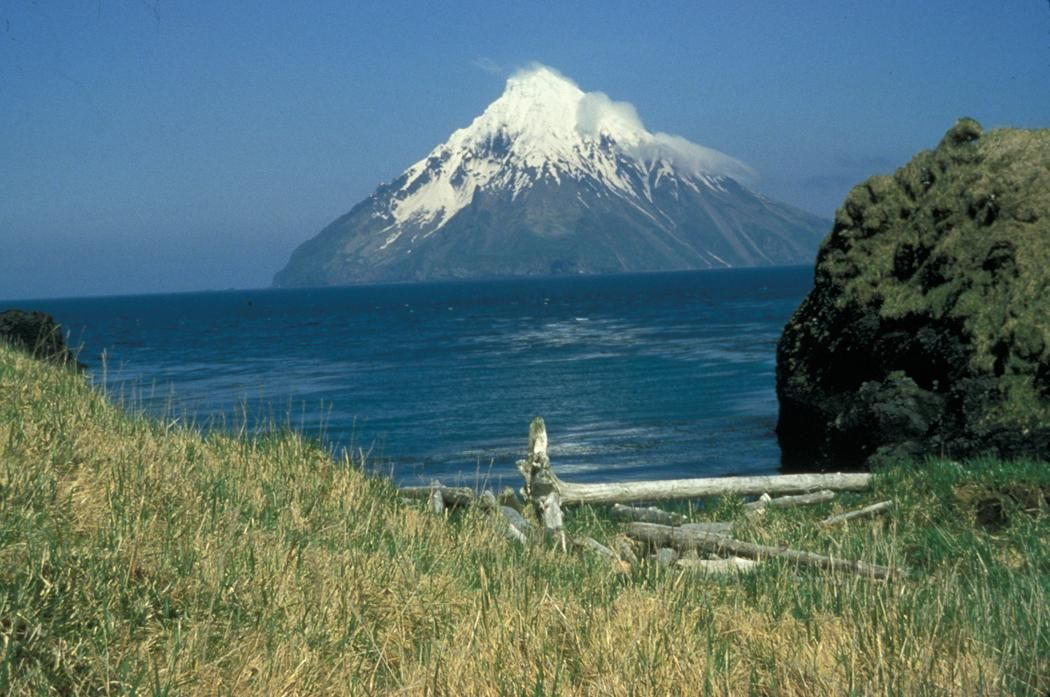
îles Aléoutiennes, des îles des arcs volcaniques.

Un type d'île volcanique se trouve sur un arc d'îles volcaniques. Ces îles surgissent lors de la subduction d'une plaque tectonique sous une autre. Des exemples sont les îles Mariannes, les îles Aléoutiennes et la plupart des Tonga dans l'océan Pacifique. Certaines des Petites Antilles et les îles Sandwich du Sud sont les seuls exemples dans l'océan Atlantique.

### Volcans de rift et de dorsales océaniques
Un autre type d'île volcanique surgit lorsqu'un rift océanique atteint la surface. Il y a deux exemples : l'Islande, qui est la plus grande île volcanique au monde[réf. nécessaire] et l'île Jan Mayen, toutes deux situées dans l'océan Atlantique. La naissance de l'île de Surtsey date de 1963. En Méditerranée on peut noter l'île Pantelleria.

### Îles de point chaud

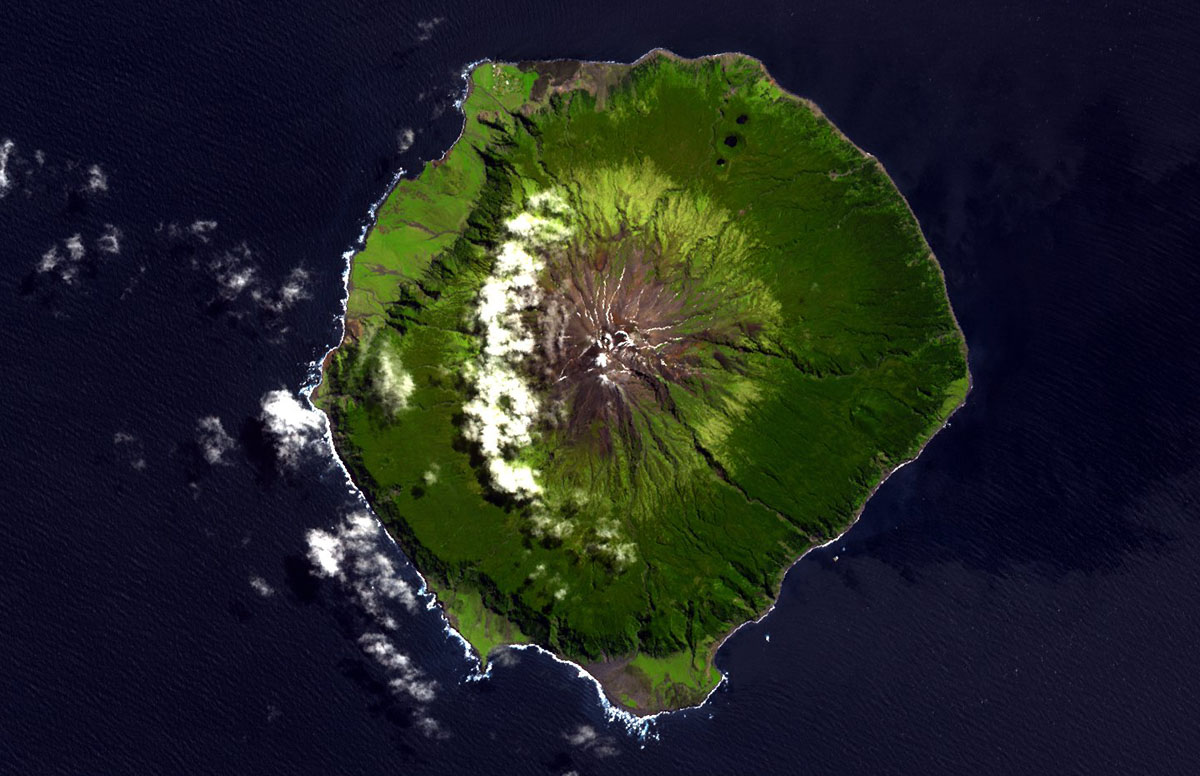
Île Tristan da Cunha, une île de point chaud.

Le dernier type d'île volcanique se forme au niveau des points chauds volcaniques. Un point chaud est plus ou moins stationnaire par rapport à la plaque tectonique en mouvement au-dessus de lui. Ainsi une chaîne d'îles émerge lorsque la plaque bouge. Sur de longues périodes, ce type d'île est finalement érodé et submergé par l'ajustement isostatique pour devenir un mont sous-marin. Le mouvement des plaques au niveau d'un point chaud produit une ligne d'îles orientées dans la direction du mouvement de la plaque. Par exemple, de l'archipel d'Hawaï à l'atoll Kure, qui s'étendent ensuite sous la surface de l'océan, prennent la direction du nord au niveau du mont sous-marin de l'Empereur. L'île Tristan da Cunha est un exemple de point chaud volcanique dans l'océan Atlantique. La Réunion est une île formée à partir d'un point chaud, mais dans l'océan Indien.

## Risques
En raison de leur contexte social, économique et politique ainsi que de la multiplicité des risques naturels (volcaniques et non volcaniques), les îles volcaniques sont l'un des environnements les plus vulnérables.

## Illustrations

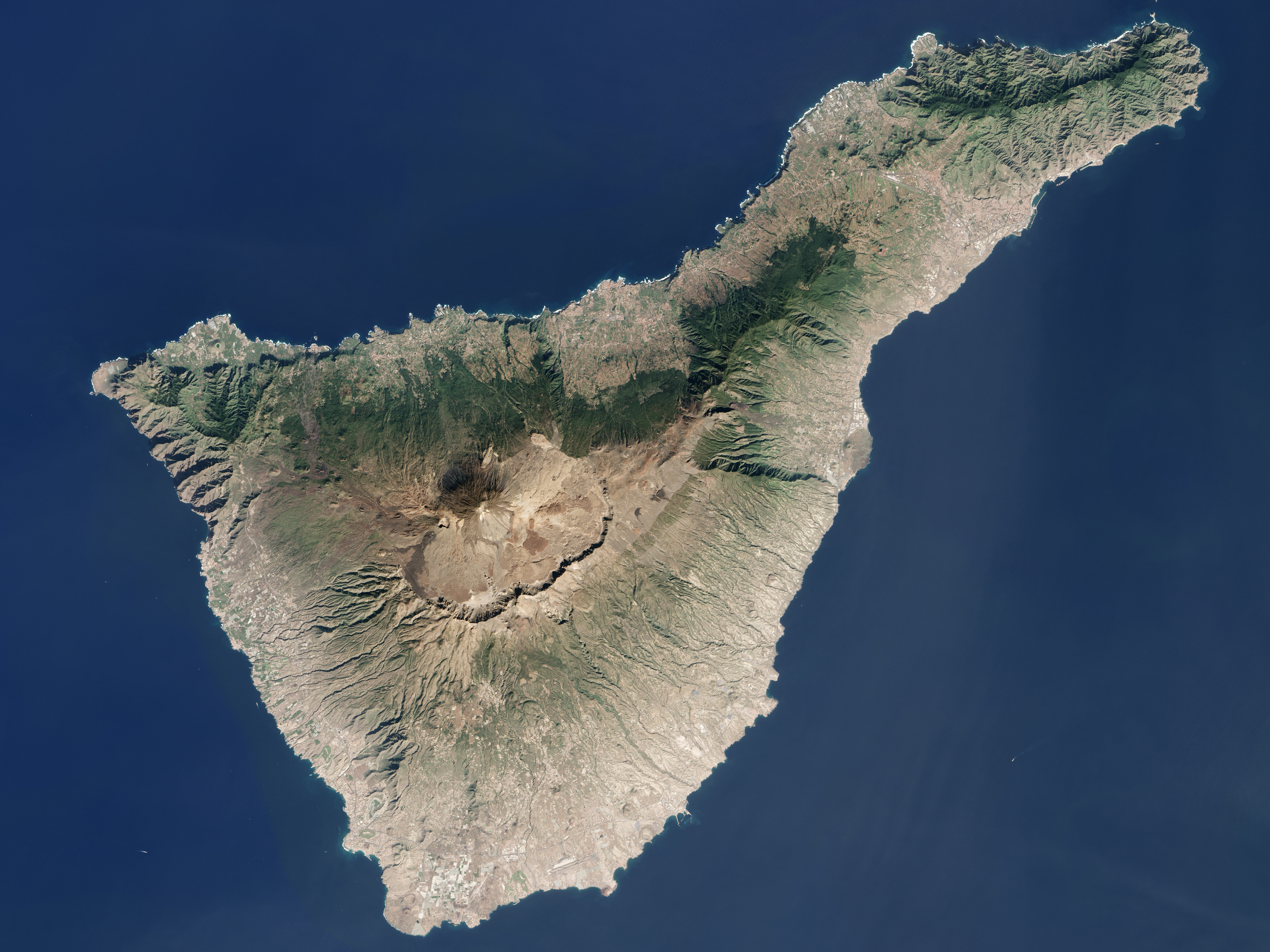
Tenerife est une île volcanique faisant partie des Îles Canaries. Elle comporte le Teide, point culminant de l'Espagne.
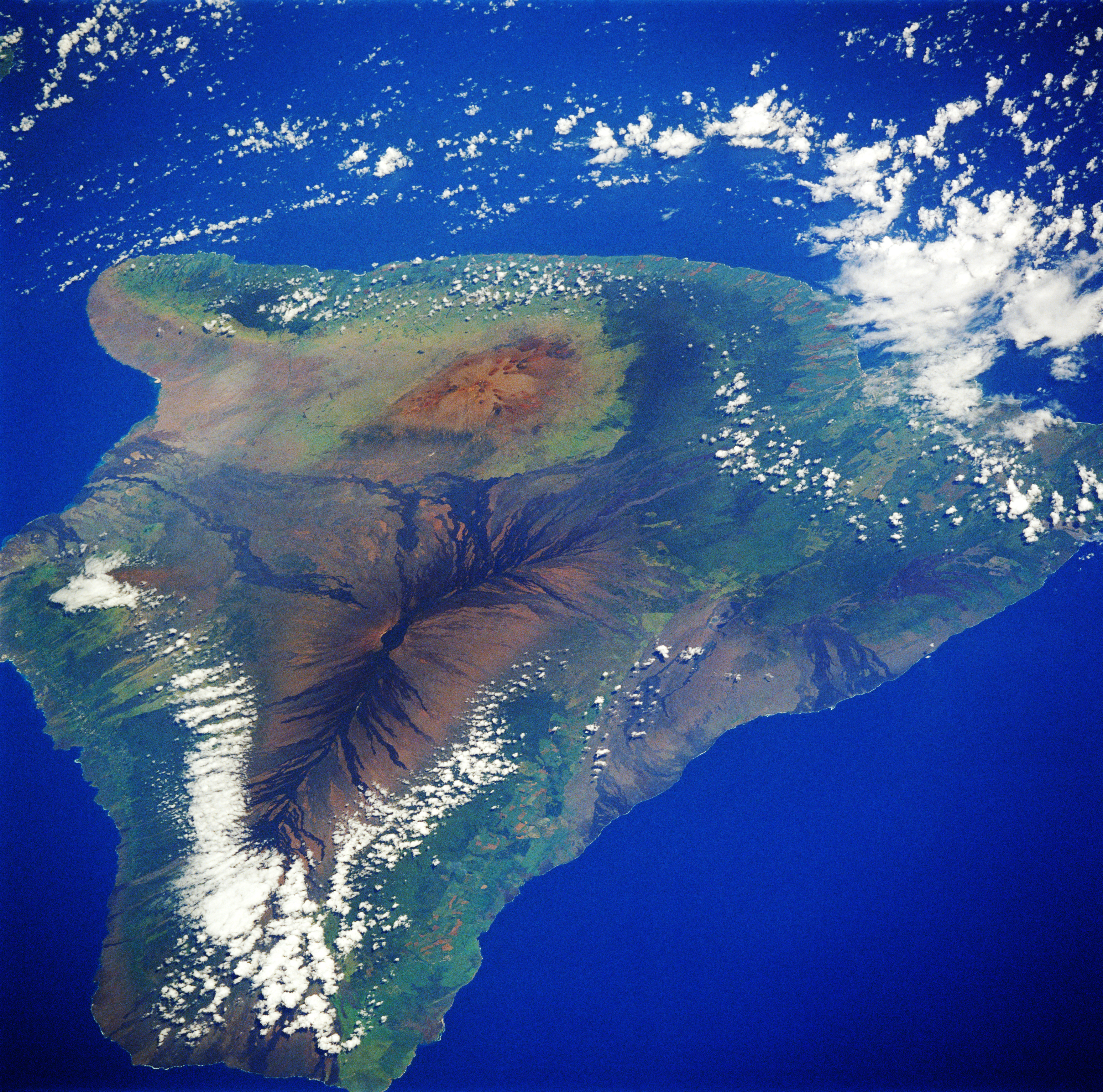
Les îles d'Hawaï sont des volcans de point chaud.
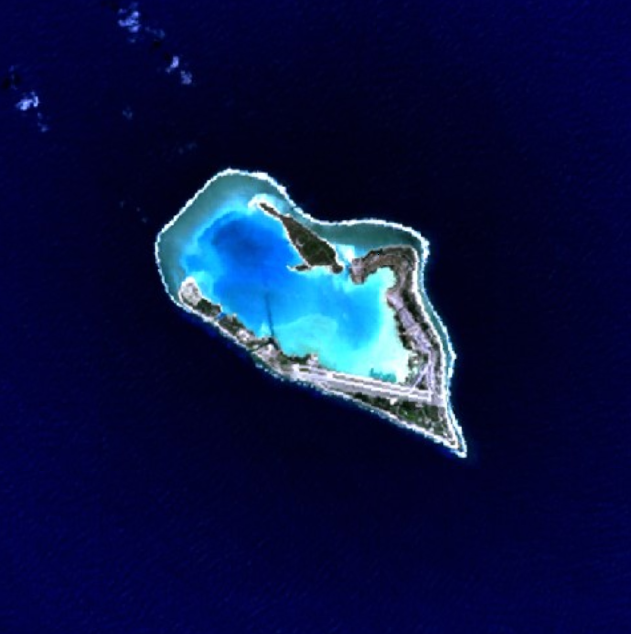
Wake était un volcan de point chaud avant de devenir un atoll corallien.